# Ferreteria

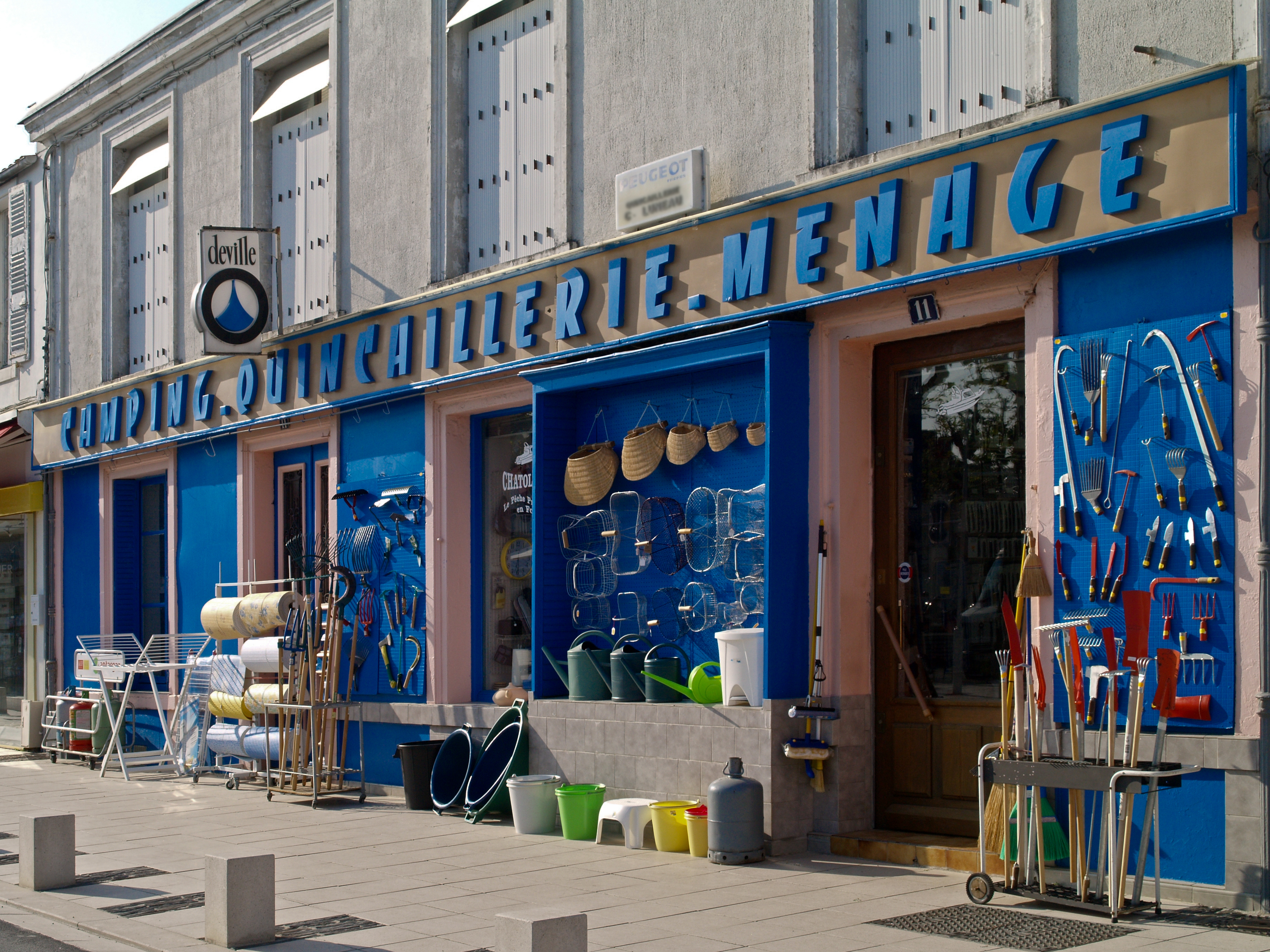
Una ferreteria a França.

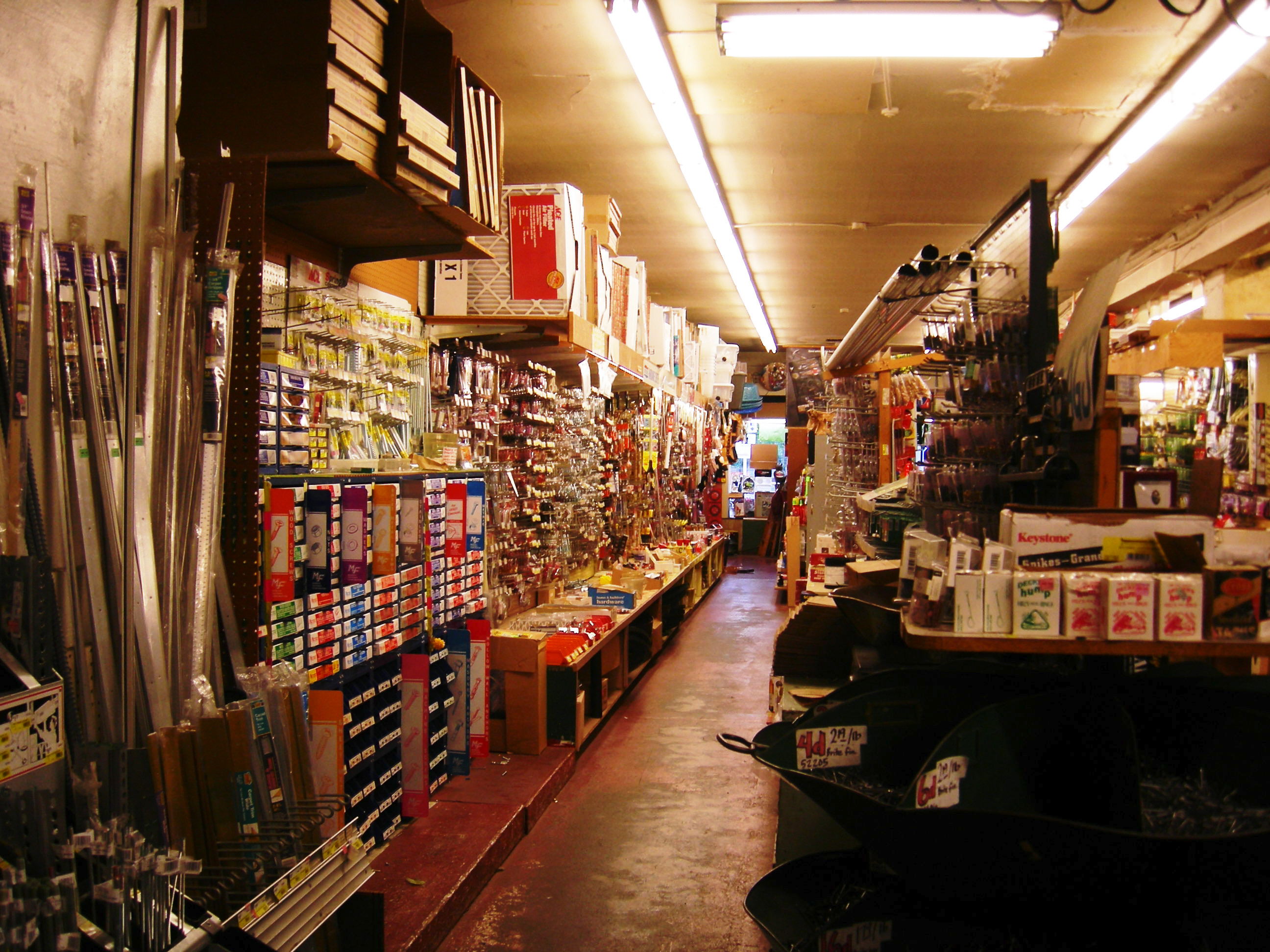
Interior d'una ferreteria.

Una ferreteria és un comerç d'objectes de ferro i altres metalls. Establiment comercial dedicat a la venda d'útils pel bricolatge, la construcció i les necessitats de la llar, normalment és per al públic en general encara que també n'hi ha de dedicades a professionals amb elements específics com: panys, eines de mida petita, claus, cargols, silicona, persianes, per citar-ne alguns.
Etimològicament ferreteria significa "botiga del ferro". La ferreteria rep, doncs, el nom pel conjunt d'estris metàl·lics (de ferro) que s'hi poden adquirir (productes de ferreteria) i per extensió a altres productes metàl·lics per a la llar o la indústria. Les especialitzades en la indústria, es denominen ferreteries industrials.